# Amapá
Amapá (/a.ma.'pa/) là một bang thuộc Brasil, nằm hoàn toàn phía Bắc Brasil, tiếp giáp các vùng sau: Guyane thuộc Pháp và quận Sipaliwini của Suriname ở phía Bắc, Đại Tây Dương ở phía Đông và phía Nam và phía Tây là Pará. Amapá là điểm cực Bắc Brasil nổi tiếng với con sông Oiapoque; cửa sông nằm hoàn toàn trên bờ biển phía Bắc Brasil, nơi thường được mô tả là chốn hẻo lánh của quốc gia này. Phần lớn phong cảnh ở Amapá là rừng nhiệt đới Amazon (chiếm 90% diện tích của bang, trong đó những diện tích rừng nguyên sinh là 70%); ngoài ra, lãnh thổ của bang đối xứng nhau qua đường xích đạo có khí hậu nơi đây nóng ẩm, mưa nhiều. Thủ phủ Macapá(của bang Amapá) là một nơi mang nặng đặc trưng của văn hóa Pháp do vị trí địa lý gần Guyane thuộc Pháp; giao thông nơi đây rất phát triển đặc biệt đường thủy và đường không.